# Sahilan Darussalam
Sahilan Darussalam is een bestuurslaag in het regentschap Kampar van de provincie Riau, Indonesië. Sahilan Darussalam telt 889 inwoners (volkstelling 2010).